# Pyxis planicauda

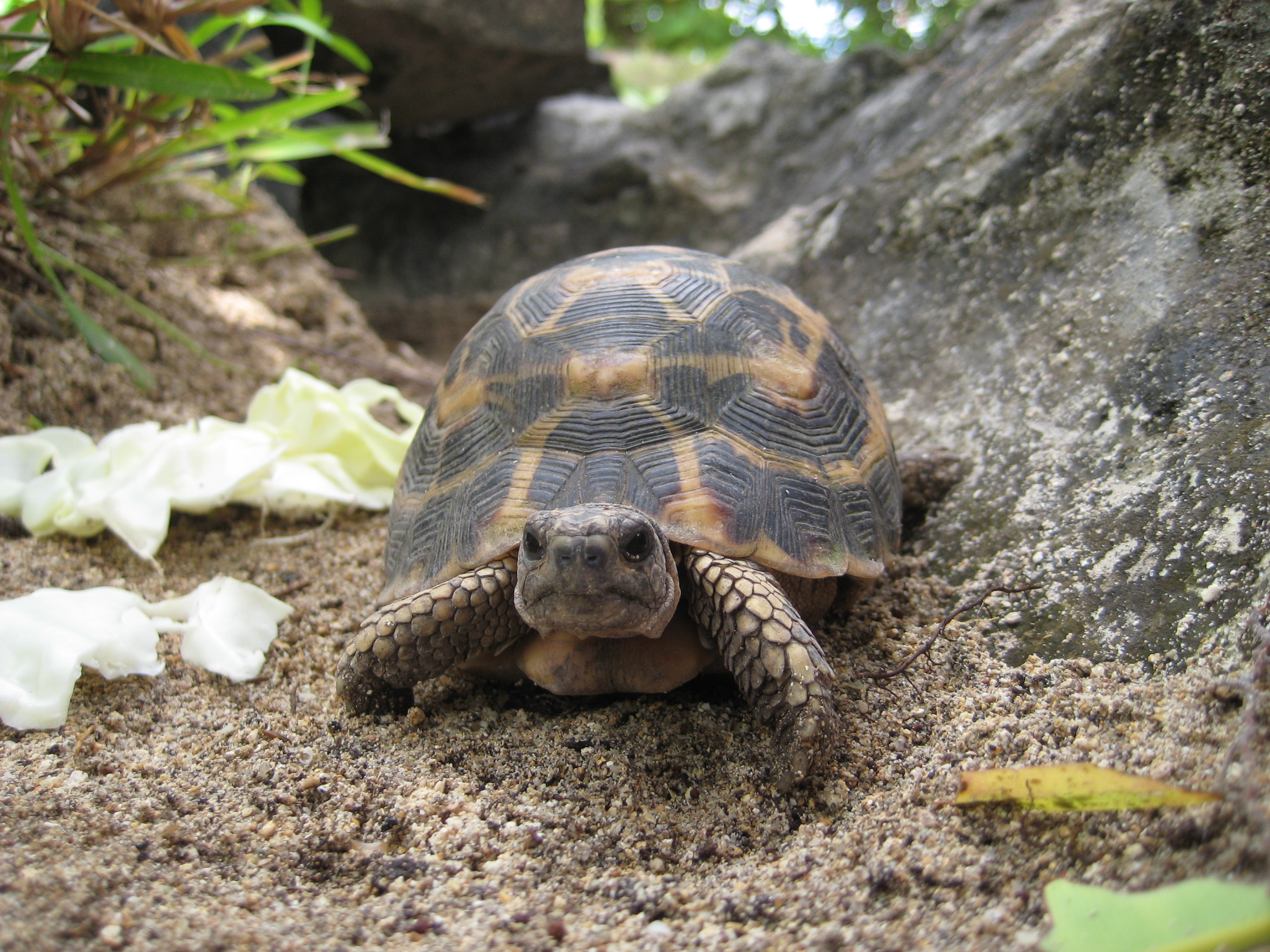
Pyxis planicauda al Parc Endemika de l'Illa Sainte-Marie, prop de la costa de Madagascar.

La tortuga cuaplana (Pyxis planicauda) és una espècie de tortuga de la família Testudinidae, és un endemisme de la costa oest de Madagascar. És una de les 25 espècies de tortugues més amenaçades del món d'acord amb una avaluació realitzada per la Unió Internacional per a la Conservació de la Natura (UICN) el 2003.

## Descripció
- La closca fa fins a 13,4 cm de llargària, és allargada i lleugerament aplanada a l'esquena. Les escates al voltant del perímetre són fosques i tenen una banda groga. El plastró és groc, té taques fosques i no presenta escletxa anal.
- El mascle pesa entre 300 i 400 g, i la femella entre 475-670.
- Té una cua aplanada (de la qual deriva el seu nom científic) i la de la femella és més prima i curta que la del mascle.
- El color de les potes, amb cinc dits, varia des del groc fins al marró. Les potes del darrere són cobertes per grans escates grogues.
- El cap, de mida mitjana, varia de color des del marró fosc fins al negre i té taques grogues de diverses formes.
- El seu dimorfisme sexual és ben visible a partir dels 10-12 anys.[4][5][1]

## Reproducció
Té una taxa de fecunditat particularment baixa, la qual cosa contribueix al seu escàs nombre: no només arriba a la maduresa sexual a una edat avançada (entre 12 i 14 anys), sinó que, a més, tan sols pon 1-3 ous a l'any. El període d'incubació té una durada, si fa no fa, de 9 mesos.

## Alimentació
Es nodreix principalment de fruits (com ara, Breonia perrieri i Aleanthus greveanus), fullatge d'arbres i arbustos, fongs i flors.

## Hàbitat
Viu a densos boscos caducifolis, els quals li són necessaris per a menjar i el seu període d'estivació.

## Distribució geogràfica
És un endemisme de la costa oest de Madagascar: entre els rius Monrondava i Tsiribihina (província de Toliara, regió de Menabe).

## Longevitat
Té una esperança de vida de, si més no, 20 anys.

## Costums
Només és activa durant la calorosa estació humida (des del desembre fins al març). Durant la temporada més fresca i seca s'enterra i roman latent entre la fullaraca del terra del bosc (període d'estivació).

## Estat de conservació
Només en queden 10.000 exemplars en estat silvestre i les seues principals amenaces són el furtivisme (per a proporcionar-ne exemplars per al comerç internacional de mascotes i com a aliment per als mercats xinesos, tot i que abans del 1995 hi era pràcticament desconeguda), la fragmentació del seu hàbitat a causa del desenvolupament agrícola, l'extracció de fusta, la construcció de carreteres per al desenvolupament petrolier, la introducció de depredadors exòtics al seu hàbitat (com ara, gossos i gats), les inundacions causades pels ciclons tropicals i la desforestació provocada per la recollida de llenya.